# مدام بري
جان أغنيس بيرثيلو دي بلينْف مدام بري (بالفرنسية: Jeanne Agnès Berthelot de Pléneuf, marquise de Prie؛ أغسطس 1698 – 7 أكتوبر 1727)؛ هي إحدى سيدات البلاط الفرنسي، وعُرفت بنفوذها السياسي الكبير خلال عهد لويس الخامس عشر عبر علاقتها بدوق بوربون.
وُلدت في باريس، باعتبارها ابنة الممول الإنتهازي إتيان بيرثيلو دي بلينْف وزوجته أغنيس ريو دي أويي دي كورزَي، في عام 1713 تزوجت من أرستقراطي نورماندي مُفلس لويس دي بري ماركيز بلاسْن الذي كان دبلوماسي أيضا، وانتقلت معه إلى جنوة حيث عمل مبعوثًا ملكيًا، اشتهرت المدام بالجمال والذكاء واللباقة والطموح وكانت تمتلك موهبة حقيقية في عزف الكلافاس، عادت لاحقًا إلى فرنسا لتصبح عشيقة دوق بوربون، الذي كان يشغل منصب الوزير الأول (رئيس الوزراء) لصالح الملك لويس الخامس عشر منذ أواخر 1723، وبفضل هذه العلاقة أصبحت تتمتع بنفوذ كبير في بلاط فرساي، وأسهمت في اتخاذ قرارات سياسية مهمة أبرزها تسهيل زواج لويس الخامس عشر من ماري ليزينسكا ابنة ملك بولندا المنفي التي أصبحت ملكة فرنسا المحبوبة والمشهورة لدى الطبقة الفلاحين طوال فترة عهدها التي استمرت قرابة 43 عامًا، واكتسبت الملكة ماري لقب "الملكة الصالحة" نظرًا لأعمالها الخيرية الواسعة لفقراء فرنسا الذين اعتبرتهم "أبناءها"، ضمت قائمة الخيارات الأولية للزواج عددًا من الأسماء، من بينهم آن البريطانية ومدموزيل فرماندوا شقيقة الصغرى لدوق بوربون، يُعتقد أن رئيس الوزراء ومدام بري اختارا ماري ليزينسكا كملكة مستقبلية من أجل الحصول على السلطة المستقبلية لأنفسهما، وكما كان لها دور في تعيين وإقصاء العديد من الوزراء والمسؤولين، وأيضًا لها دور بارز في جلب الفيلسوف فولتير إلى بلاط الملك، بشكل عام كانت مكروهة للغاية في المجتمع الفرنسي، ويُنظر إليها على أنها مغرورة، فطموحها السياسي جعلها غير محبوبة بين السيدات الأُخريات في البلاط.
وفي 1726 بعد عامين من زواج الملك وأكسب صداقة الملكة، ثم الإطاحة بهما بعد محاولتهما الفاشلة في التخلص من الكاردينال فلوري عبر التلاعب بالملك، الذي حل محل الدوق في منصب الوزير الأول، نُفيت جان أغنيس نحو قصر كوربيبين بنورماندي واتسمت حياتها هُناك بالمعاناة والعزلة وعانت أيضا من تدهور حاد في حالتها الصحية، حيث بدأت تفقد بصرها وأصيبت بالسل، حاولت الحصول على علاج، إلا أن الأطباء وصفوا حالتها بالهستيرية، وفي 19 سبتمبر 1727 عدّلت وصيتها، فألغت بعض التبرعات وخصصت تركتها لأقربائها، وتوفيت بعد ذلك بأسابيع قليلة في 7 أكتوبر 1727، عن عمر يناهز 29 عامًا، سبب وفاتها غير مؤكد، وهناك من افترض انتحارها، لكن هذا الرأي يستند إلى شهادة معاصر واحد عُرف بعدائه لها.
بعد وفاتها استُغل خصومها سمعتها لتشويهها سياسيًا بجعلها مكروهة لدى العامة وتصويرها كأنها خطر على الدولة، أُجبر الدوق على النأي بنفسه عنها، ما أدى إلى انسحابهما من الساحة السياسية.
لاحقًا أصبحت حياتها مصدر إلهام أدبي وفني: فقد كتب عنها الكاتب النمساوي ستيفان تسفايغ قصة قصيرة بعنوان قصة سقوط، كما جُسدت شخصيتها في فيلم تلفزيوني فرنسي عام 1996 بعنوان الحفل الأخير من بطولة شارلوت رامبلينغ.